# زوواشن، کوتایک
زوواشن (به ارمنی: Զովաշեն) یک روستا در ارمنستان است که در استان کوتایک واقع شده‌است. در  کیلومتری شمال هرازدان، مرکز استان کوتایک واقع شده است.

## خصوصیات
زوواشن  ۱۶۸ نفر جمعیت دارد و در ارتفاع  متر بالاتر از سطح دریا قرار گرفته است.